# Upplands runinskrifter 462
Upplands runinskrifter 462 är en runsten som står bakom prästgårdens byggnad i Vassunda socken. Runstenen är 2,2 meter hög, 0,7 meter bred och 0,35 meter tjock. Ristytan vänd mot söder. Ristning även på stenens östra sida. Stenen delvis skadad i toppen. Består av två stycken som satts ihop.
Ristningen är skickligt utförd av runmästaren Öpir, som var verksam under 1000-talets senare hälft. Runstenen var känd och avbildad av Bureus redan i slutet av 1500-talet. Den stod på en ättehög öster om prästgården, nära gränsen mellan Vassunda och Knivsta socknar. Den försvann på 1700-talet och återfanns år 1909 i golvet i prästgårdens loge. Stenen var då sönderslagen och toppstycket saknades.

## Inskriften
Translitterering av runraden:
§A [tierfr · uk kunar · a](u)k ' kulhu ['] litu ' risa ' stain · uk · bru ' eftiʀ ' alfntan × faþur sin 
§B [hu](l)mfriþ ' at ' bonta ' uk ' ybiʀ ' ris[ti run]
Normalisering till runsvenska:
§A Diarfʀ ok Gunnarr ok Gulløy letu ræisa stæin ok bro æftiʀ Halfdan, faður sinn, 
§B Holmfriðr at bonda. Ok Øpiʀ risti runaʀ.
Översättning till nusvenska:
Djärv och Gunnar och Gullö lät resa stenen och bron efter Halvdan, sin fader, Holmfrid efter sin man. Och Öpir ristade runorna.